# Gmina Mali Iđoš
Gmina Mali Iđoš (serb. Opština Mali Iđoš / Општина Мали Иђош) – gmina w Serbii, w Wojwodinie, w okręgu północnobackim. W 2018 roku liczyła 11 280 mieszkańców.